# Surproduction d'élites

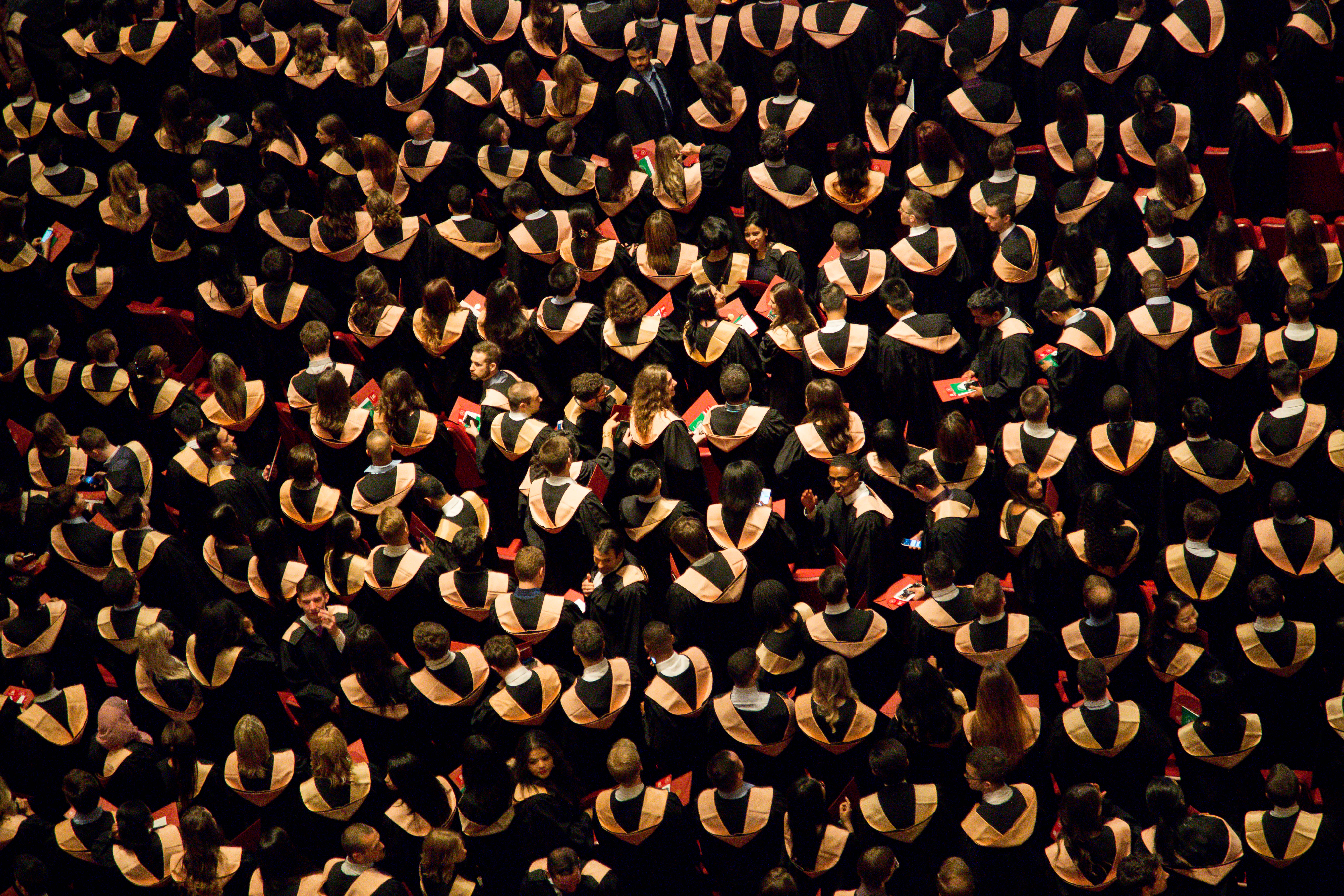
Cérémonie de remise de diplômes universitaires (Ottawa, Canada, 2016)

La surproduction d'élite est un concept, développé par Piotr Tourtchine, qui décrit la condition d'une société qui produit trop de membres potentiels de l'élite par rapport à sa capacité à les absorber dans la structure du pouvoir,,. Tourtchine suppose que la surproduction d'élites est une cause d'instabilité sociale, car ceux qui sont exclus du pouvoir se sentent lésés par leur statut social relativement bas,,.

## Exemples historiques
Tourtchine affirme que la surproduction d'élites explique des troubles sociaux à la fin de l'Empire romain et lors des guerres de religion françaises. Il prédit également que cette situation provoquera des troubles sociaux aux États-Unis au cours des années 2020,.
La surproduction d'élites a été citée comme la cause première de certaines tensions politiques aux États-Unis, alors que le racisme structurel et d'autres injustices sont invoqués pour expliquer pourquoi tant de Millenniaux bien éduqués sont sous-employés ou n'atteignent pas le statut promis par la méritocratie qu'on leur a vendue.